# Жул Мулен
Жул Пол Мулен (на английски: Jules Paul Moulin) е френски консул в Солун в XIX век. Убит е в 1876 година от мюсюлманска тълпа, вследствие на което избухва международен скандал.

## Биография
Мулен става вицеконсул в Яфа, а след това е консул в Солун.
През май 1876 година той и германският му колега и брат на жена му Хенри Абът се опитват да спасят отвлечената българка Стефана от Богданци и са убити от развилняла се турска тълпа. Убийството им предизвиква международен скандал и уволнението на валията Мехмед Рефет паша Байтар.

## Галерия
- Убийството на консулите на 6 май 1876, „Илюстрейтид Лондон Нюз“.
- Убийството на консулите на 6 май 1876, „Журнал илюстре“.
- Погребенията на консулите – Абът в православна църква и Мулен в католическа, „Монд илюстре“.
- Пристигането на френските и германски инспектори, натоварени с разследването на убийството, „Юниверз илюстре“.
- Обесване на виновниците за убийството на 16 май 1876, „Монд илюстре“.
- Публично уволнение на 21 август 1876 на високопоставени административни служители заради скандала с убийството, „Монд илюстре“.
- Статия за убийството на консулите с илюстрации на Саатли джамия в Солун, пред която е извършено убийството, къщата на Мулен, гръцката църква, в която е опят Абът, къщата на Абът и конака.
- Гребенаровъ, Х. М. Размирието за Хубава Богданка. Убийството на Френския и Пруския консули въ Солунъ на 25-й Априлий 1876 год. Трагедия въ три дѣйствия.   София, Издание и печатъ на Ив. К. Божиновъ.